# Вёльсунг (мифология)
Вёльсунг, также Во́льсунг, Во́лсунг (др.-сканд. Vǫlsungr) — в скандинавской мифологии один из персонажей героических сказаний, основатель рода Вёльсунгов.

## Этимология
Вёльсунг — по форме имя целого рода, а не отдельного человека: к примеру, Сигурд в песнях «Эдды» назван «юным Вёльсунгом», то есть происходящим из рода Вёльса. Название Vǫlsungr в силу своей формы изначально являлось фамилией, которую более поздняя традиция неправильно поняла как настоящее мужское имя. Таким образом, в широком смысле Вёльсунг — представитель рода Вёльсунгов.
Этимология этого имени остаётся спорной: по одной из версий Vǫlsungr происходит от готского walisa («избранный»), по другой — от древнескандинавского vǫlsi (обозначающего конский половой член, которому некогда поклонялись как божеству). В таком случае, имя Вёльсунг приписывалось мифическому родоначальнику как фаллический символ деторождения. Существуют попытки отыскать в нём и славянские корни, ведущие к «конскому» богу Волосу.

## Вёльсунг в «Саге о Вёльсунгах»
Вёльсунг является одним из персонажей «Саги о Вёльсунгах», в которой о его происхождении, жизни и смерти рассказывают первые 5 глав.
Свою родословную Вёльсунг вёл от самого верховного бога Одина, чей сын Сиги и внук Рери были конунгами в земле гуннов. Когда Рери, долго остававшийся в браке бездетным, обратился к богам с просьбой о наследнике, Один послал дочь ётуна Хримни, валькирию Хльод, отнести ему яблоко, которое и привело к желанному зачатию. Однако, даже по прошествии шести зим жена Рери (успевшего к тому времени умереть) всё ещё не смогла разрешиться от бремени и приказала вырезать ребёнка. Мальчик родился «велик ростом» и «поцеловал мать свою, прежде чем она умерла».
Вёльсунг (так назвали новорождённого) занял место на троне отца, а когда вырос, взял в жёны ту самую Хльод, родившую ему дочь Сигни и десять сыновей, старшим из которых был Сигмунд. Вёльсунг, прослывший «величайшим воителем и победоносцем в битвах», выдал Сигни за конунга Гаутской земли Сиггейра, который и стал виновником его гибели. В отместку за отказ Сигмунда продать ему доставшийся от Одина меч Сиггейр напал на приглашённых им в гости Вёльсунгов с их немногочисленной дружиной, и в сражении с гаутскими войсками старый Вёльсунг пал.

## Вёльсунг в других источниках
Тексты «Старшей Эдды» и «Младшей Эдды» были одним из источников, на которые опирался автор «Саги о Вёльсунгах» при её написании, сведя разрозненную информацию об этом роде в единое повествование и дополнив её новыми деталями. Среди отдельных частей, где встречаются упоминания о Вёльсунге, можно отметить «Вторую Песнь о Хельги Убийце Хундинга», «Песнь о Хюндле» или прозаический отрывок «О смерти Синфьётли». В «Языке поэзии» Снорри Стурлусона яд называется «напитком Вёльсунгов», а имя самого конунга является хейти для слова «король»
В «Римах о Вёльсунге» (др.-сканд. Vǫlsungsrímur) — созданном в XIV веке стихотворном переложении событий, о которых повествуется в первых восьми главах «Саги о Вёльсунгах», — главный герой описывается с использованием превосходных эпитетов: «великий и могущественный», «многообещающий и красивый», «мудрый и красноречивый», «мужественный и энергичный», «ни один король не был ему равен, нигде не было найдено его подобия». Однако, если опустить некоторые незначительные подробности (как, например, сообщение о его сражениях с сарацинами или на территории Гардарики), этот текст практически не добавляет ничего нового к портрету Вёльсунга. Исключение может составить лишь упоминание имени его матери — Ингигерд (др.-сканд. Ingigerðr), в то время как в саге она остаётся безымянной.
В англосаксонском эпосе «Беовульф» отец Сигмунда носит имя Вёльс (возможно, что здесь приводится первоначальная версия событий, рассказанных позднее в «Саге о Вёльсунгах»). В тетралогии Рихарда Вагнера «Кольцо нибелунга» под именем Вёльс скрывается сам Вотан, а в «Песни о Нибелунгах», также основанной на одном сюжете с историей Вёльсунгов, повествование об этом роде начинается сразу с Сигмунда (в немецком произношении — Зигмунда).

## Интерпретации и мнения
Немецкий филолог Якоб Гримм связывал название германских Велисунгов (соответствующих скандинавским Вёльсунгам) с божеством Валисом, сведений о котором не сохранилось. Возможно, поначалу легенда об этом роде шла не дальше, чем до Вёльсунга, а историю его предков Сиги и Рерира следует рассматривать как более позднее скандинавское добавление.
Мотив раннего взросления Вёльсунга (давшего ещё в утробе матери клятву никогда не бежать с поля боя) сближает его с внуком Хельги, одного дня от роду уже носившего кольчугу, Магни, в трёхдневном возрасте спасшем своего отца Тора, и с персонажами древнегреческих мифов: Гераклом, Аполлоном и Гермесом. А его появление на свет в результате кесарева сечения характерно и для многих других геров: персидского Рустама, кельского Тристана, русского Добрыни Никитича и шотландского Макдуфа.
Яблоня, которую посадил Вёльсунг посредине своего дома (вероятно, из семечка того самого яблока, данного его отцу) и в которой оставил свой меч Один, порою сравнивается с мировым деревом Иггдрасиль. Само же яблоко находит параллели в молодильных яблоках Идунн, в сказке о Белоснежке, усыпленной с помощью этого фрукта, или в истории о Фортунате, где от него сначала вырастали, а потом и отпадали рога.
Можно встретить оценку Вёльсунга как героя, глубоко противоречивого по своей природе, к тому же несущего в себе очевидные мессианские признаки, в целом нехарактерные для средневековой скандинавской традиции. Значительную трансформацию претерпел с течением времени и образ Одина: если в «Саге о Вёльсунгах» он предстаёт как дух-покровитель нескольких поколений этого рода, то в «Римах» он — как злое языческое божество — становится по сути антагонистом Вёльсунга, источником его несчастий.
При всей мифичности фигуры Вёльсунга в средние века было составлено генеалогическое дерево, которое в восьмом поколении от него приводило к первому королю Норвегии Харальду Прекрасноволосому.